# Magnolia krusei
Espèce
Statut de conservation UICN

 EN B2ab(i,ii,iii) : En danger
Magnolia krusei est une espèce de plantes à fleurs de la famille des Magnoliacées. C'est un arbre endémique du Mexique.

## Description
Cet arbre mesure jusqu'à 10 m de haut pour un tronc de 50 à 100 cm de diamètre.

## Répartition et habitat
Cette espèce est endémique du Mexique où elle est présente dans l'état de Guerrero. Elle pousse dans la forêt de nuage. Elle est fréquemment associée avec des espèces du genre Quercus (chênes).